# Foghorn Leghorn
Foghorn J. Leghorn és un gall de dibuixos animats dels estudis Warner Bros que apareix a les sèries de curts d'animació Looney Tunes i Merrie Melodies. Va debutar el 1946 en un curtmetratge protagonitzat per Henery Hawk anomenat Walky Talky Hawky. La nemesi de Foghorn Leghorn és el gos Barnyard Dawg o George P. Dog amb qui va coprotagonitzar la majoria de curtmetratges. Altre personatge amb qui sol aparèixer és Henery Hawk. Durant l'edat daurada de l'animació americana, el període 1946-1963 es van fer 28 films amb Foghorn Leghorn, tots dirigits pel seu creador Robert McKimson. En castellà pren el nom de Gallo Claudio.
En la versió original de les caricatures té la veu de l'actor Mel Blanc, amb una veu inspirada en el personatge de senator Claghorn, un polític fictici del sud dels Estats Units que apareixia amb freqüència en el programa de ràdio de Fred Allen. La veu de senator Claghorn era interpretada pel comediant Kenny Delmar. Foghorn Leghorn fa servir moltes frases de Claghorn.